# كافيربيرغ
كافيربيرغ (بالإنجليزية: Käferberg)‏ هو أحد جبال سلسلة وجزء من القمة الأم يقع في زيورخ, Switzerland. يبلغ ارتفاع الجبل حوالي 601 متر، بينما يبلغ ارتفاع نتوء الجبل متر.